# Хайме (герцог Мадридский)
Хайме де Бурбон, герцог Мадридский и Анжуйский (исп. Jaime III de Borbón y Borbón-Parma, duque de Anjou y de Madrid; 27 июня 1870, Веве — 2 октября 1931, Париж) — испанский инфант, карлистский претендент на испанский престол (Хайме III) и легитимистский — на французский (Жак I).

## Биография
Единственный сын дона Карлоса, герцога Мадридского, и его жены принцессы Маргариты де Бурбон-Пармской. В результате карлистских войн его семья была вынужден покинуть Испанию. 
Окончил Австрийскую военную академию и в 1896 году прибыл в Россию. 11 апреля 1896 года поступил корнетом в 8-й гусарский Лубенский полк, в декабре 1897 года переведен в лейб-гвардии Гродненский гусарский полк. Добровольцем участвовал в походе в Китай в 1900 году (награждён орденами св. Анны 4-й ст. и св. Владимира 4-й ст. с мечами и бантом) и в русско-японской войне 1904—1905 годов. 28 декабря 1910 года «по домашним обстоятельствам» увольняется в отставку с чином полковника и правом ношения мундира.
18 июля 1909 года дон Хайме де Бурбон стал преемником своего отца, как карлистской претендент на трон Испании (Хайме III, герцог Мадридский) и легитимистский на престол Франции (Жак I, герцог Анжуйский). Он жил в основном в замке Фрохсдорф в Австро-Венгрии, тайно бывая в Испании. В период Первой мировой войны жил под домашним арестом в своем замке. 16 апреля 1923 года вернулся в Испанию. В апреле 1931 года после отречения конституционного короля Испании Альфонсо XIII, был вынужден повторно покинуть страну, умер у себя на квартире в Париже.

## Награды
- орден Святого Станислава 2-й степени с мечами
- орден Святой Анны 3-й степени с мечами и бантом
- орден Святого Владимира 4-й степени с мечами и бантом (ВП 18.03.1901)
- орден Святой Анны 4-й степени с надписью «За храбрость» (ВП 15.03.1901)
- медаль «За поход в Китай»
- медаль «В память русско-японской войны»
- орден Леопольда I (Бельгия)
- орден Короны (Пруссия)